# Acropora fenneri
Acropora fenneri е вид корал от семейство Acroporidae.

## Разпространение
Видът е разпространен в Австралия, Индонезия, Малайзия, Сингапур, Тайланд и Филипини.

## Описание
Популацията им е намаляваща.